# Skanda (rzeka)
Skanda – rzeka położona częściowo w granicach administracyjnych Olsztyna. Ciek wodny wypływający z jeziora Skanda i wpływający do rzeki Struga Szczęsne. Początek N:53°45'39,5"; E:20°31'45,2", koniec N:53°46'23,32"; E:20°32'29"
Na rzece znajduje się zastawka piętrząca jeziora Skanda (4801Z) rzeka długości około 1845m.

## Źródła
- Opracowano na podstawie Geomelioportal